# Tony Randall
Tony Randall, de son vrai nom Arthur Leonard Rosenberg, est un acteur américain né le 26 février 1920 à Tulsa (Oklahoma) et mort le 17 mai 2004 à New York.

## Biographie
Tony Randall, né Arthur Leonard Rosenberg, est le fils de Mogscha Rosenberg, marchand d'art, et Julia Rosenberg (née Finston).
Il pense à devenir acteur après avoir assisté au spectacle d'un ballet. Il se met alors à l'imitation, au grand plaisir de ses camarades mais pas d'un de ses professeurs. Celui-ci le renvoie souvent à la maison avec le mot « Obligez-le à arrêter de faire des grimaces, s'il vous plaît ». Il étudie à l'Université Northwestern de Chicago pendant un an avant d'aller à la Neighborhood Playhouse School of the Theatre de New York. À la fin des années 1930, il a comme professeur la chorégraphe Martha Graham et le professeur d'art dramatique Sanford Meisner.
En 1941, il monte pour la première fois sur les planches à New York. Après avoir servi dans l'armée durant la Seconde Guerre mondiale, il travaille à la radio et à la télévision, apparaissant dans divers programmes. On le voit pour la première fois à l'écran dans la série One Man's Family (en) de 1950 à 1952. Mais c'est de 1952 à 1953 dans la série Mister Peepers qu'il se fait remarquer. Il obtient alors des rôles au cinéma, notamment dans les comédies La Blonde explosive de Frank Tashlin (1957), Confidences sur l'oreiller de Michael Gordon (1959) et Un pyjama pour deux de Delbert Mann (1961). En 1965, il est le deuxième acteur à incarner Hercule Poirot à l'écran dans le film ABC contre Hercule Poirot de Frank Tashlin.
De 1970 à 1975, il rencontre le succès en jouant le photographe Felix Unger dans la série The Odd Couple aux côtés de Jack Klugman. Ce rôle lui vaudra un Primetime Emmy Awards en 1975, après quatre nominations les années précédentes. Après cela, il joue dans deux autres séries comiques : le juge Walter Franklin dans The Tony Randall Show de 1976 à 1978, et Sidney Shore dans Love, Sidney de 1981 à 1983.
Sa carrière va en déclinant mais il obtient des apparitions dans des films comme Tout ce que vous avez toujours voulu savoir sur le sexe sans jamais oser le demander de Woody Allen (1972), et La Valse des pantins de Martin Scorsese (1983).
En 1991, il crée le National Actors Theatre à New York pour 1 million de dollars de son propre argent. La compagnie se concentre sur les classiques.

### Vie privée
Il est marié avec Florence Gibbs de 1939 jusqu'à la mort de celle-ci le 18 avril 1992 des suites d'un cancer. À 75 ans, il se remarie le 17 novembre 1995 avec Heather Harlan, la vingtaine, rencontrée deux ans plus tôt au National Actors Theatre. Ensemble ils ont deux enfants : Julia Laurette et Jefferson Salvini.
Il meurt le 17 mai 2004 dans un hôpital de New York d'une pneumonie attrapée lors d'un pontage du cœur en décembre 2003.

## Filmographie

### Cinéma
- 1955 : How to Be Very, Very Popular (apparition)
- 1957 : Ma femme a des complexes (Oh, Men! Oh, Women!) de Nunnally Johnson : Cobbler
- 1957 : La Blonde explosive (Will Success Spoil Rock Hunter?) de Frank Tashlin : Rockwell P. Hunter / Lui-même / Lover Doll
- 1957 : Les Sensuels (No Down Payment) de Martin Ritt : Jerry Flagg
- 1959 : Comment dénicher un mari (The Mating Game) de George Marshall : Lorenzo Charlton
- 1959 : Confidences sur l'oreiller (Pillow Talk) de Michael Gordon : Jonathan Forbes
- 1960 : Le Milliardaire (Let's Make Love) de George Cukor : Alexander Coffman
- 1960 : Les Aventuriers du fleuve (The Adventures of Huckleberry Finn) de Michael Curtiz : Le Roi de France
- 1961 : Un pyjama pour deux (Lover Come Back) de Delbert Mann : Peter "Pete" Ramsey
- 1962 : Garçonnière pour quatre (Boys' Night Out) de Michael Gordon : George Drayton
- 1962 : Quinze jours ailleurs (Two Weeks in Another Town) de Vincente Minnelli : Ad Lib in Lounge (non crédité)
- 1963 : Island of Love de Morton DaCosta : Paul Ferris
- 1964 : Le Cirque du docteur Lao (7 Faces of Dr Lao) de George Pal : Dr Lao / L'abominable bonhomme de neige / Merlin / Apollonius de Tyana / Pan / Le Grand serpent / Meduse / Membre de l'audience
- 1964 : Le Retour d'Aladin (The Brass Bottle) de Harry Keller : Harold Ventimore
- 1964 : Les Sept Voleurs de Chicago (Robin and the 7 Hoods) de Gordon Douglas : Hood
- 1964 : Ne m'envoyez pas de fleurs (Send Me No Flowers) de Norman Jewison : Arnold Nash
- 1965 : Le Fauve est déchaîné (Fluffy) d'Earl Bellamy : Professeur Daniel Potter
- 1965 : ABC contre Hercule Poirot (The Alphabet Murders) de Frank Tashlin : Hercule Poirot
- 1966 : Opération Marrakech (Our Man in Marrakesh) de Don Sharp : Andrew Jessel
- 1969 : Hello Down There de Jack Arnold et Ricou Browning : Fred Miller
- 1972 : Tout ce que vous avez toujours voulu savoir sur le sexe sans jamais oser le demander (Everything You Always Wanted to Know About Sex (But Were Afraid to Ask)) de Woody Allen : L'opérateur
- 1979 : Scavenger Hunt de Michael Schultz : Henry Motley
- 1980 : The Gong Show Movie de Chuck Barris : Comédien en smoking
- 1980 : Mister gaffes (Foolin' Around) de Richard T. Heffron : Peddicord
- 1982 : La Valse des pantins (The King of Comedy) de Martin Scorsese : Tony Randall
- 1986 : Mon petit poney, le film (My Little Pony: The Movie) de Mike Joens : Le Moochick (voix)
- 1987 : The Gnomes' Great Adventure d'Harvey Weinstein : Roi Gnome / Le fantôme du Lac Noir (voix)
- 1989 : That's Adequate de Harry Hurwitz : Host
- 1989 : It Had to Be You de Joseph Bologna et Renee Taylor : Milton
- 1990 : Gremlins 2 : La Nouvelle Génération (Gremlins 2: The New Batch) de Joe Dante : Brain Gremlin (voix)
- 1991 : The Boss, court métrage de David Fine et Alison Snowden : Narrateur (voix)
- 1993 : Fatal Instinct de Carl Reiner : Judge Skanky
- 1996 : La Freccia azzurra d'Enzo D'Alò : Mr. Grimm (voix)
- 2003 : Bye Bye Love (Down with Love) de Peyton Reed : Theodore Banner
- 2005 : It's About Time de Kevin Shinick : Mr. Rosenberg

### Télévision

#### Téléfilm
- 1960 : The Man in the Moon
- 1960 : So Help Me, Aphrodite : Ernest
- 1960 : Les Aventuriers du fleuve (The Adventures of Huckleberry Finn) de Michael Curtiz : Le roi de France
- 1960 : Hooray for Love de Burt Shevelove
- 1962 : Arsenic & Old Lace de George Schaefer : Mortimer Brewster
- 1969 : The Littlest Angel de Joe Layton : Democritus
- 1978 : Kate Bliss and the Ticker Tape Kid (en) de Burt Kennedy : Lord Seymour Devery
- 1981 : Sidney Shorr: A Girl's Best Friend de Russ Mayberry : Sidney Shorr
- 1984 : My Little Pony de John Gibbs : Le Moochick (voix)
- 1984 : Pigs vs. Freaks de Dick Lowry : Rambaba Organimus
- 1985 : Hitler's S.S.: Portrait in Evil de Jim Goddard : Putzi
- 1986 : Bob Hope Lampoons the New TV Scene de Kip Walton
- 1987 : Lyle, Lyle Crocodile: The Musical: The House on East 88th Street : Narrateur et Signor Valenti (voix)
- 1988 : Save the Dog! de Paul Aaron : Oliver Bishop
- 1989 : L'Homme au complet marron (The Man in the Brown Suit) d'Alan Grint : Révérand Edward Chichester
- 1993 : The Odd Couple: Together Again de Robert Klane : Felix Unger

#### Série télévisée
- 1950-1952 : One Man's Family (en) : Mac
- 1952 : Studio One (épisode 4.28)
- 1952-1953 : Mister Peepers : Harvey Weskitt (19 épisodes)
- 1953 : Short Short Dramas (épisode 1.43)
- 1953 : Kraft Television Theatre (épisodes 6.46)
- 1953 : The Gulf Playhouse (épisode 2.10)
- 1953 : The Philco Television Playhouse (épisode 5.22)
- 1953 : The Pepsi-Cola Playhouse (épisode 1.01)
- 1954 : Goodyear Television Playhouse (en) (épisode 3.11)
- 1954 : Kraft Television Theatre (épisode 7.22)
- 1954 : The Motorola Television Hour : Harry (épisode 1.11)
- 1954 : Armstrong Circle Theatre : Charlie Wilson (épisode 5.01)
- 1955 : Goodyear Television Playhouse (en) (épisode 5.06)
- 1955 : Appointment with Adventure (2 épisodes: 1.14, 1.23)
- 1955 : The Philco Television Playhouse (épisode 8.06)
- 1956 : The Alcoa Hour (en) : Bill Holmes (épisode 1.07)
- 1956 : Max Liebman Spectaculars (1 épisode)
- 1957 : Playhouse 90 : Kenneth (épisode 2.05)
- 1957 : Goodyear Television Playhouse (en) (épisode 6.16)
- 1957 : Studio One : Walter (épisode 9.19)
- 1957 : The Alcoa Hour : Stan Kasper (épisode 2.23)
- 1959 : Playhouse 90 : Gus Taylor (épisode 3.38)
- 1959 : Westinghouse Desilu Playhouse : Fred Martin (épisode 1.15)
- 1959 : Goodyear Theatre : Charles MacArthur / Willie Coogan (2 épisodes: 2.07, 3.02)
- 1959 : The United States Steel Hour (en) (épisode 7.04)
- 1960 : Sunday Showcase (épisode 1.24)
- 1960 : Startime : Ernest (épisode 1.33)
- 1960 : World Wide '60 : Joe (épisode 1.19)
- 1960 : General Electric Theater : Justin Hale (épisode 9.12)
- 1961 : Échec et mat (Checkmate) : Luther Gage (épisode 2.02)
- 1962 : The Alfred Hitchcock Hour : Hadley Purvis (épisode 1.12)
- 1965 : Vacation Playhouse : Willie Coogan (épisode 3.09)
- 1966 : The Red Skelton Show : Duc de Fromage / Marquis de Swinger (épisode 16.15)
- 1966 : The Milton Berle Show (épisode 1.10)
- 1967 : ABC Stage 67 : Inspecteur Berry / Geoffrey Judge (épisode 1.24)
- 1968 : That's Life : Rodney Wonderful (épisode 1.01)
- 1969 : The Kraft Music Hall : Justice Dunn (1 épisode)
- 1970 : Love, American Style : Mark Travis (épisode 1.16)
- 1970-1975 : The Odd Couple : Felix Unger
- 1971 : The Red Skelton Show : Le directeur (épisode 20.23)
- 1971 : Here's Lucy : Rudolph Springer III (épisode 4.02)
- 1972 : The Sonny and Cher Comedy Hour (épisode 2.06)
- 1974 : Happy Days - Les jours heureux : Loup-garou dans le film (épisode 2.08)
- 1976 : The Carol Burnett Show (épisode 9.22)
- 1976 : The American Parade : Le narrateur (épisode 1.11)
- 1976 : The Brady Bunch Variety Hour : Tony Randall (épisode pilote)
- 1976-1978 : The Tony Randall Show : Juge Walter Franklin
- 1981-1983 : Love, Sidney : Sidney Shore
- 1986 : Disney Parade (Disneyland) : Oncle Bill (épisode 31.09)
- 1995 : Le Bus magique : Radius Ulna 'R.U.' Humerus (épisode 2.02)
- 1999 : Un frère sur les bras : Tony (épisode 1.17)

## Distinctions

### Récompenses
- Primetime Emmy Awards 1975 : Meilleur acteur dans une série télévisée comique dans The Odd Couple

### Nominations
- Golden Globes :
  - 1958 : Meilleur acteur dans un film musical ou une comédie pour le rôle de Rockwell P. Hunter dans La Blonde explosive
  - 1960 : Meilleur acteur dans un second rôle pour le rôle de Jonathan Forbes dans Confidences sur l'oreiller
  - 1962 : Meilleur acteur dans un second rôle pour le rôle de Peter Ramsey dans Un pyjama pour deux
  - 1977 : Meilleur acteur dans une série télévisée musicale ou comique pour le rôle du juge Walter Franklin dans The Tony Randall Show
  - 1977 : Meilleur acteur dans une série télévisée musicale ou comique pour le rôle de Sidney Shore dans Love, Sidney
  - 1977 : Meilleur acteur dans une série télévisée musicale ou comique pour le rôle de Sidney Shore dans Love, Sidney
- Primetime Emmy Awards : 
  - 1954 : Meilleur acteur dans un second rôle dans une série télévisée comique pour le rôle d'Harvey Weskitt dans Mister Peepers
  - 1971 : Meilleur acteur dans une série télévisée comique pour le rôle de Felix Unger dans The Odd Couple
  - 1972 : Meilleur acteur dans une série télévisée comique pour le rôle de Felix Unger dans The Odd Couple
  - 1973 : Meilleur acteur dans une série télévisée comique pour le rôle de Felix Unger dans The Odd Couple
  - 1974 : Meilleur acteur dans une série télévisée comique pour le rôle de Felix Unger dans The Odd Couple